# Kanton Gleizé
Der Kanton Gleizé ist seit 2000 ein französischer Wahlkreis im Département Rhône in der Region Auvergne-Rhône-Alpes. Er umfasst 15 Gemeinden im Arrondissement Villefranche-sur-Saône und hat seinen Hauptort (frz.: bureau centralisateur) in Gleizé.

## Gemeinden
Der Kanton hat 33.693 Einwohner (Stand: 2022) auf einer Gesamtfläche von 164,92 km²:
| Gemeinde                          | Einwohner 1. Januar 2022 | Fläche km² | Dichte Einw./km² | Code INSEE | Postleitzahl |
| --------------------------------- | ------------------------ | ---------- | ---------------- | ---------- | ------------ |
| Arnas                             | 4.408                    | 17,52      | 252              | 69013      | 69400        |
| Blacé                             | 1.692                    | 11,00      | 154              | 69023      | 69460        |
| Denicé                            | 1.574                    | 9,53       | 165              | 69074      | 69640        |
| Gleizé                            | 7.824                    | 10,46      | 748              | 69092      | 69400        |
| Lacenas                           | 1.029                    | 3,36       | 306              | 69105      | 69640        |
| Le Perréon                        | 1.496                    | 14,58      | 103              | 69151      | 69460        |
| Limas                             | 4.749                    | 5,52       | 860              | 69115      | 69400        |
| Montmelas-Saint-Sorlin            | 530                      | 4,24       | 125              | 69137      | 69640        |
| Rivolet                           | 588                      | 16,30      | 36               | 69167      | 69640        |
| Saint-Cyr-le-Chatoux              | 156                      | 6,28       | 25               | 69192      | 69870        |
| Saint-Étienne-des-Oullières       | 2.236                    | 9,66       | 231              | 69197      | 69460        |
| Saint-Georges-de-Reneins          | 4.533                    | 27,49      | 165              | 69206      | 69830        |
| Saint-Julien                      | 936                      | 6,89       | 136              | 69215      | 69640        |
| Salles-Arbuissonnas-en-Beaujolais | 789                      | 4,35       | 181              | 69172      | 69460        |
| Vaux-en-Beaujolais                | 1.153                    | 17,74      | 65               | 69257      | 69460        |
| Kanton Gleizé                     | 33.693                   | 164,92     | 204              | 6907       | –            |

Im Rahmen der landesweiten Neuordnung der französischen Kantone
veränderte sich der Kanton Gleizé nur leicht: die Gemeinde Cogny wurde ausgegliedert während die Gemeinden Saint-Étienne-des-Oullières und Saint-Georges-de-Reneins hinzustießen. Sein ursprünglicher Zuschnitt entsprach einer Fläche von 133,60 km2. Er besaß vor 2015 den INSEE-Code 6953.

## Politik
| Vertreter im Départementsrat | Vertreter im Départementsrat | Vertreter im Départementsrat |
| Amtszeit                     | Namen                        | Partei                       |
| ---------------------------- | ---------------------------- | ---------------------------- |
| 2005–2015                    | Michel Thien                 | UMP                          |
| 2015–                        | Sylvie Épinat Michel Thien   | Les Républicains             |